# Râul Valea Prejbei
Râul Valea Prejbei este un curs de apă, afluent al râului Cerna. 